# Ministério Público do Estado do Rio Grande do Norte
O Ministério Público do Estado do Rio Grande do Norte (MPRN) é a instância no Estado do Rio Grande do Norte do Ministério Público, que tem como objetivo defender os direitos dos cidadãos e os interesses da sociedade. 
A instituição é conhecida por ser “fiscal das leis”, acompanhando os direitos indisponíveis.